# Pauini

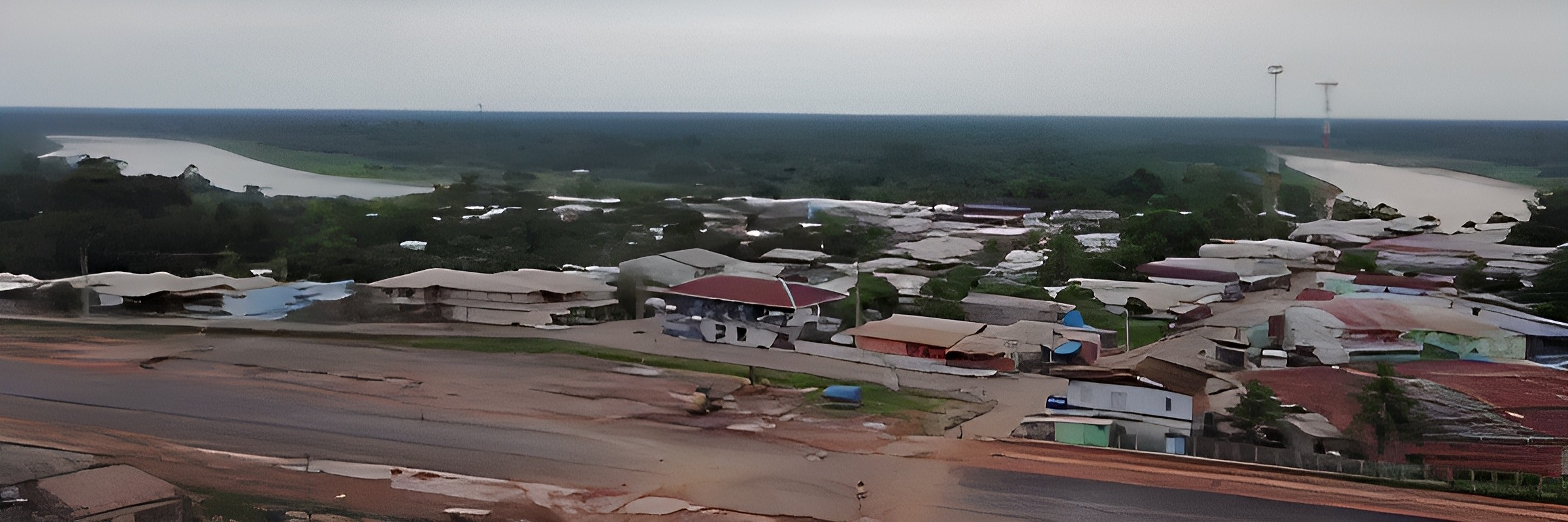
Pauini, el municipio brasileño del interior del estado del Amazonas

Pauini es un municipio brasileño del interior del estado del Amazonas, Región Norte del país. Está localizado en la mesorregión del Sur Amazonense y en la microrregión de Boca del Acre. Su población es de 19 488 habitantes, en consonancia con estimativas del Instituto Brasileño de Geografía y Estadística (IBGE) en 2016.

## Geografía
Situada al margen izquierdo del río Purus, con distancia de 915 km en línea recta y 2.115 km por vía fluvial de la capital del estado, Manaus. En el municipio se observa el horario UTC-5.

## Economía
Su economía es basada en la agricultura de subsistencia, gran parte de su economía depende de los repases de los gobiernos, federal y estatal.

## Educación
Habiendo figurado como el municipio con uno de los mayores índices de analfabetismo, en el Censo de 1991, el municipio implantó un arrojado programa de erradicación y combate al analfabetismo, cuyos resultados son visibles, con una caída acentuada en esos indicadores.

## Turismo
La fiesta de la ciudad ocurre en el periodo de 19 a 28 de agosto, en homenaje al San Agustín, donde el municipio llega a recibir cerca de cuatro mil visitantes. El día 19 de marzo, es la fiesta, en homenaje al aniversario de la ciudad, con diversos eventos deportivos y culturales.
- Datos: Q1793494
- Multimedia: Pauini / Q1793494